# Doigby
Doigby, né le 10 décembre 1991, est un vidéaste web et animateur français.

## Biographie
Après des études dans la comptabilité, Arif Selim Akin devient animateur et diffuseur de jeu vidéo après avoir découvert le monde de l’esport en jouant à League of Legends. Entre 2017 et 2018, il est chroniqueur dans l’émission hebdomadaire DominGo Radio Stream sur NRJ[source secondaire souhaitée].
Doigby accède à la reconnaissance au début des années 2020 et devient une icône de l'esport et du streaming francophone. Fort du succès du jeu Fortnite, il organise des tournois sur le jeu vidéo sous le nom de Doigcup.
En 2022, il construit ses studios et accueille Vald dans la promotion de son album,. En février, il joue au Parc des Princes contre des joueurs de football du Paris Saint-Germain au jeu vidéo FIFA 22. En juin, il est l’animateur du KCX2, un gala organisé par la Karmine Corp au Palais omnisports de Paris-Bercy.
Il anime les deux premières éditions du GP Explorer, une course de Formule 4 organisée par Squeezie.
Il est annoncé comme Head of League of Legends pour l'équipe esport Gentle Mates[source secondaire souhaitée] le 7 février 2024 lors du match contre Aegis.
Il co-anime Danse avec les stars d'Internet en 2024 ainsi que le DTR Fight.

## Participations à des évènements caritatifs
Doigby participe à toutes les éditions du ZEvent entre 2017 à 2024, mais également à la toute première édition sous le nom de "Projet Avengers" en 2016.
En avril 2020, il participe à une émission caritative avec Antoine Griezmann, Gotaga et Squeezie en faveur de la Croix-Rouge française.
Il participe en janvier 2025 à l'évènement caritatif Stream For Humanity du streameur AmineMaTue pour Médecins sans frontières.

## Discographie
- 2012 : Juster
- 2012 : Comeblah
- 2013 : Phenix (Part 1)
- 2014 : SLT
- 2015 : Loup du Game
- 2015 : Guerrier
- 2015 : Rends l'argent
- 2017 : GL HF feat. Hexakil
- 2017 : Indépendant
- 2018 : Battle Royale
- 2022 : Tu peux l'faire